# Geografia de Corumbá
Geograficamente, Corumbá é um município brasileiro da região Centro-Oeste, localizado no estado de Mato Grosso do Sul. O município é ponto de parada da ligação ferroviária entre o Brasil e a Bolívia, sendo a última cidade brasileira antes do território boliviano, do qual se separa por fronteira seca. Corumbá abrange 60% do Pantanal sul-mato-grossense, 37% do Pantanal brasileiro, 30% do Pantanal sul-americano e algo em torno de 10% do Chaco sul-americano. Sendo assim, considerada a capital do pantanal e a principal cidade às margens do rio Paraguai depois de Assunção, no Paraguai. Dentro do município está localizada a cidade de Ladário, que faz divisa apenas com Corumbá.

## Localização
O município de Corumbá está situado no sul da região Centro-Oeste do Brasil, no Pantanais Sul-Mato-Grossenses (Microrregião do Baixo Pantanal), próxima da fronteira com a Bolívia, à beira do rio Paraguai. Localiza-se na latitude de 19º00’32” Sul e longitude de 57°39’10” Oeste.

## Geografia física

### Solo
Os solos do município, em sua maioria, são arenosos e pobres com pequenas manchas argilosas e calcárias, mais ricas. Os plintossolos (tipo de solo mais encontrado no pantanal) são originários de sedimentos arenoargilosos do quaternário, são pobres em húmus, com a propriedade de endurecer irreversivelmente quando submetido a ambiente oxidante e, em geral, de baixa fertilidade. A maior limitação a uso destes solos é decorrente do excesso de água. São encontrados, com maior intensidade, em áreas planas e rebaixadas, sujeitas a inundações. As características geológicas e geomorfológicas da região são bastante peculiares, condicionando a formação de uma ampla diversidade de solos.
Considerando a forma de ocorrência dos solos na região, constata-se que nas áreas mais baixas e com topografia praticamente plana, constituídas por aluviões do rio Paraguai e seus afluentes, destacam-se a ocorrência de solos com marcante hidromorfismo como Glei Húmico e Glei Pouco Húmico, podendo ocorrer, também, algumas manchas de Vertissolo e Solonetz Solodizado. Nas áreas intermediárias, um pouco mais elevadas e menos sujeitas a inundações, predominantemente com relevo plano, suave ondulado e ondulado, destaca-se a ocorrência de Podzólico Vermelho-Escuro, Podzólico Vermelho-Amarelo, Brunizém Avermelhado, Brunizém, Regossolo, Vertissolo e Rendzina.
De acordo com estudo realizado pela prefeitura de Corumbá a Bacia do Paraguai está inserida no contexto geológico do Geossinclineo Paraguai-Araguaia e é caracterizada pela ocorrência de aquíferos de meio fissurado e de dissolução (cárstico), associados principalmente às rochas pré-cambianas do grupo Corumbá e Cuiabá. Sobreposto a este embasamento tem-se a ocorrência de uma extensa cobertura aluvionar de idade quaternária, representada principalmente pela formação Pantanal, que constitui um aquífero de meio poroso.

### Relevo e altitude
Corumbá está a uma altitude média de 118 metros, com cotas mínimas chegando a 80m próximo ao rio Paraguai a sul do Forte Coimbra, porém encontram-se áreas de Morrarias, como as do Urucum-Amolar no extremo noroeste do município. E a Sudeste, com fortes declividades, onde aparecem pontões, bordas de patamares, cristas e escarpas. Como o relevo é muito plano, com declividades mínimas, no interior do pantanal uma simples elevação de 3 a 4m recebe o nome de cordilheira (elevações arenosas, estreitas e alongadas, cobertas de vegetação do cerrado), as partes mais baixas que ficam alagadas recebem o nome de Baías (lagoas temporárias ou permanentes de dimensões e formas variadas). No seu relevo se destacam morros isolados como o Maciço do Urucum perto da sede.
O Município está dividido em três regiões geomorfológicas: 
- Região do Pantanal Matogrossense, com as unidades: Planície do Paraguai, Planície do Nabileque, Pantanal de Uberaba-Mandioré, Pantanal da Nhecolândia, Pantanal do Paiaguás, Pantanal do Negro-Miranda, Pantanal do Negro-Taboco, Pantanal do Baixo Taquari-Paraguai, Pantanal do Aquidauana-Miranda, Pantanal do Castelo Mangabal, Pantanal do Corixão PiúvaViveirinho, Pantanal Baia Vermelha-Tuiuiu, Pantanal do Apa-Amonguijá-Aquidabã e Pantanal do Nabileque Jacadigo.[4]
- Região da Depressão do Alto Paraguai, com a unidade Planícies Coluviais Pré-Pantanal.[4]
- Região da Bodoquena e Morrarias do Urucum-Amolar, com as unidades Serra da Bodoquena e Morrarias do Urucum – Amolar. Apresentam áreas planas ou embaciadas, zonal argilosa e/ou arenosa, sujeitas a inundações periódicas; áreas planas resultantes de acumulação fluvial, sujeitas a inundações periódicas; áreas planas resultantes da combinação de processos de acumulação fluviais e lacustres: Apresenta relevo plano, geralmente elaborado por várias fases de retomada erosiva, com relevos elaborados pela ação fluvial.[4]

### Hidrografia

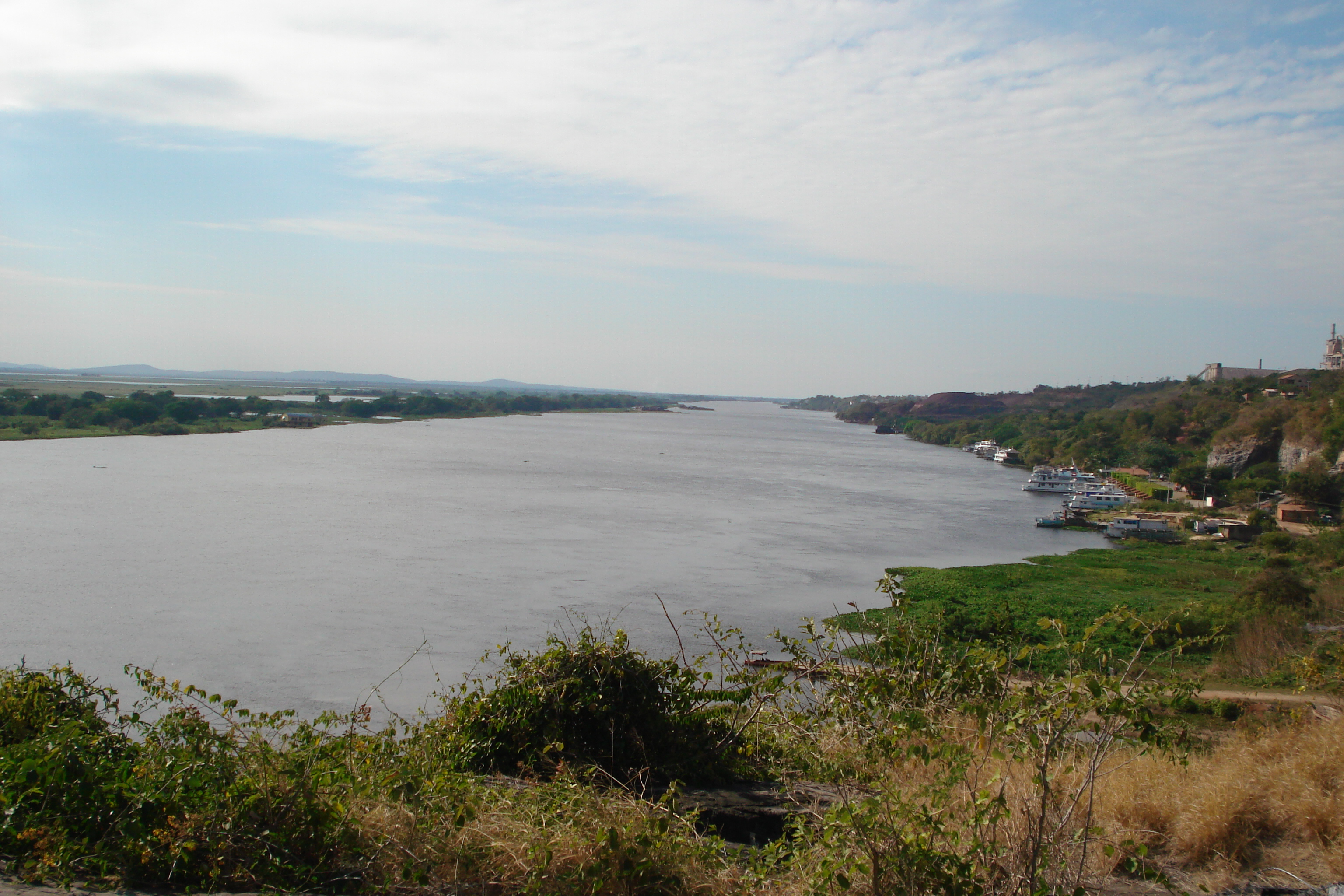
Rio Paraguai, principal rio que banha o município de Corumbá.

Geologicamente é uma planície aluvial de formação recente do período quartenário (2,5 milhões de anos), que ainda está em processo de sedimentação. O leito sinuoso e curso instável dos rios formam um grande número de ilhas, algumas de até 1 200 km² de área. Além do curso principal do rio Paraguai que na época das cheias tem até 25 km de largura, as áreas inundadas se limitam as partes mais deprimidas do terreno, chamadas baías que geralmente assumem formas circulares ou elípticas. Entre uma e outra baía, as partes mais elevadas são chamadas "cordilheiras", onde o gado das fazendas se refugia quando as águas sobem. Os cursos que interligam as baías durante as cheias são chamadas vazantes, e recebe o nome de corixos quando são permanentes e podem ser navegados mesmo na época de estiagem. O regime de fluxo de águas subterrâneas nas rochas pré-cambianas está condicionado a existência de estruturas, que associadas às rochas carbonáticas, provocam a sua dissolução, criando aberturas maiores que facilitam o fluxo de água. As águas do rio Paraguai e do Canal do Tamengo, por apresentarem condutividade elétrica inferior a 250 mohm são classificadas como água com salinidade baixa. Rios do município:

#### Rio Paraguai
Nasce no Estado de Mato Grosso e corta o Pantanal sul-mato-grossense de norte a sul, mais ao oeste. Banha a cidade de Corumbá. A partir da localidade de Baía Negra até a 211 foz do rio Apa, faz divisa entre o Brasil e a República do Paraguai. É o principal rio da bacia do rio
Paraguai. 

#### Outros rios
- Rio Capivari: afluente pela margem esquerda do rio Taquari, no município de Corumbá.
- Rio Correntes: afluente pela margem esquerda do rio Itiquira. Nasce no extremo oeste do município de Sonora e faz divisa entre o município de Corumbá e o Estado de Mato Grosso, com extensão de aproximadamente 240 km.
- Rio Cuiabá e São Lourenço: afluente do rio Paraguai divisa do município de Corumbá com o Estado de Mato Grosso.
- Rio Formoso: afluente pela margem esquerda do rio Piquiri ou  Itiquira, ao norte do município de Corumbá.
- Rio Miranda: afluente pela margem esquerda do rio Paraguai. Com extensão de 700 km, sendo 200 km navegáveis. Seus formadores nascem na serra de Maracaju, no município de Jardim. Deságua no rio Paraguai na altura do distrito de Albuquerque (Corumbá). Navegável da foz à cidade de Miranda.
- Rio Nabileque: afluente pela margem esquerda do rio Paraguai. Nasce no Pantanal do Nabileque, ao sul do município de Corumbá, fazendo  divisa entre este município e o de Porto Murtinho.
- Rio Naitaca: afluente pela margem esquerda do rio Nabileque, fazendo divisa entre os municípios de Corumbá e Porto Murtinho.
- Rio Negro: afluente pela margem esquerda do rio Taquari, desaguando a 500 metros a montante da foz deste rio; nasce nas proximidades da vazante do Brejo Taquari, no município de Corumbá.
- Rio Novo: afluente do Rio Paraguai ao sul do município de Corumbá.
- Rio Itiquira: afluente pela margem esquerda do rio Cuiabá. Nasce em Mato Grosso e faz divisa (dentro do Pantanal) entre este Estado e o município de Corumbá. Navegável em toda a parte baixa.
- Rio Paraguai-Mirim: afluente pela margem esquerda do rio Paraguai, correndo paralelamente a este, ao oeste do município de Corumbá.
- Rio Taquari: afluente pela margem esquerda do rio Paraguai, desaguando nele algumas léguas acima do distrito de Albuquerque (Corumbá). Suas nascentes ficam na serra do Caiapó, ao sul (extremo oeste) de Mato Grosso.
- Rio Verde: nasce ao sul do município de Corumbá.
- Rio Vermelho: rio de ligação entre os rios Aquidauana e Miranda com limite entre os municípios de Corumbá e Aquidauana.

### Clima
O clima da região de Corumbá é do tipo Aw (Clima Tropical Úmido Megatérmico), com inverno seco e chuvas no verão. Cabe salientar que em alguns locais é possível encontrar características climáticas que os enquadram no limite do Aw e BSh, isto é, entre um clima úmido e um clima semiárido. As temperaturas médias oscilam entre 23 °C e 25 °C. Ao Sul da sede municipal, as temperaturas médias do mês mais frio variam entre 18 °C e 20 °C. Os meses de verão são extremamente quentes e os meses de inverno podem se caracterizar por muito frio.
| Maiores acumulados de precipitação em 24 horas registrados em Corumbá (INMET) por meses | Maiores acumulados de precipitação em 24 horas registrados em Corumbá (INMET) por meses | Maiores acumulados de precipitação em 24 horas registrados em Corumbá (INMET) por meses |
| Mês                                                                                     | Acumulado                                                                               | Data                                                                                    |
| --------------------------------------------------------------------------------------- | --------------------------------------------------------------------------------------- | --------------------------------------------------------------------------------------- |
| Janeiro                                                                                 | 128,5 mm                                                                                | 23/01/1959                                                                              |
| Fevereiro                                                                               | 113 mm                                                                                  | 18/02/1995                                                                              |
| Março                                                                                   | 130,4 mm                                                                                | 02/03/1994                                                                              |
| Abril                                                                                   | 119,8 mm                                                                                | 02/04/1975                                                                              |
| Maio                                                                                    | 144 mm                                                                                  | 01/05/1947                                                                              |
| Junho                                                                                   | 97,9 mm                                                                                 | 09/06/1955                                                                              |
| Julho                                                                                   | 77,4 mm                                                                                 | 11/07/2000                                                                              |
| Agosto                                                                                  | 98,7 mm                                                                                 | 10/08/1935                                                                              |
| Setembro                                                                                | 77,8 mm                                                                                 | 13/09/1941                                                                              |
| Outubro                                                                                 | 114,3 mm                                                                                | 26/10/1939                                                                              |
| Novembro                                                                                | 114,9 mm                                                                                | 08/11/1960                                                                              |
| Dezembro                                                                                | 144 mm                                                                                  | 22/12/1965                                                                              |
| Período: 1931 a 1966, 01/09/1973 a 31/12/1985 e 01/10/1992-presente                     |                                                                                         |                                                                                         |

Em toda a porção Norte/Nordeste do município, o regime das chuvas é tropical com duas estações bem definidas, apresentando o período seco com duração de quatro a cinco meses e as maiores concentrações de chuvas nos meses de dezembro a fevereiro. As precipitações anuais oscilam entre 900 e 1.700mm, com chuvas de novembro a abril e seca de maio a outubro. Chove em média 100 dias por ano e as cheias dos rios que caracterizam a região pantaneira são decorrentes das chuvas que ocorrem nas cabeceiras dos rios da bacia do Alto Paraguai, fora do estado de MS e devido à pouca declividade do terreno.
Segundo dados do Instituto Nacional de Meteorologia (INMET), referentes aos períodos de 1931 a 1966, setembro de 1974 a dezembro de 1985 e desde outubro de 1992, a temperatura mínima absoluta registrada em Corumbá foi de 0,8°C em 22 de junho de 1933 e a maior atingiu 43,8 °C em 15 de novembro de 1962. O recorde de precipitação em 24 horas é de 144 milímetros (mm) em 1 de maio de 1947 e 22 de dezembro de 1965. Outros grandes acumulados iguais ou superiores a 100 mm foram: 140,2 mm em 4 de dezembro de 2009, 131 mm em 22 de dezembro de 1931, 130,4 mm em 2 de março de 1994, 128,5 mm em 24 de janeiro de 2003, 119,8 mm em 2 de abril de 1975, 118 mm em 10 de março de 1942, 114,9 mm em 8 de novembro de 1960, 114,3 mm em 26 de outubro de 1939, 113,8 mm em 29 de dezembro de 2013, 113 mm em 18 de fevereiro de 1995, 102,4 mm em 18 de janeiro de 2011, 101,6 mm em 12 de novembro de 1977 e 101,2 mm em 26 de dezembro de 2004. Desde outubro de 2006, quando o INMET instalou uma estação automática no município, o menor índice de umidade relativa do ar foi de 11% em várias ocasiões, a última em 11 de outubro de 2020. Por sua vez a maior rajada de vento atingiu 24,7 m/s (88,9 km/h) em 27 de novembro de 2006.
Em outra estação meteorológica do mesmo instituto, situada no distrito de Nhecolândia, mais especificamente na fazenda Nhumirim, a temperatura mínima absoluta registrada no local, considerando-se o período a partir de novembro de 1993, foi de −1,6 °C em 25 de julho de 2013 e a maior atingiu 41,5 °C em 4 de setembro de 2012. O maior acumulado de precipitação em 24 horas foi de 164,2 mm em 2 de março de 2011, seguido por 135 mm em 1 de fevereiro de 2018, 123 mm em 26 de janeiro de 2017, 113 mm em 11 de dezembro de 2017, 112,4 mm em 3 de abril de 2011, 112 mm em 3 de março de 2011 e 103,5 mm em 26 de setembro de 2019. Desde agosto de 2006, quando também foi instalada uma estação automática, a maior rajada de vento alcançou 24,4 m/s (87,8 km/h) em 2 de dezembro de 2011 e 14 de dezembro de 2016 e o menor índice de umidade relativa do ar foi de 11% nos dias 23 de agosto de 2006, 27 de agosto de 2010 e duas vezes em setembro de 2012, nos dias 4 e 6.
| Dados climatológicos para Corumbá | Dados climatológicos para Corumbá | Dados climatológicos para Corumbá | Dados climatológicos para Corumbá | Dados climatológicos para Corumbá | Dados climatológicos para Corumbá | Dados climatológicos para Corumbá | Dados climatológicos para Corumbá | Dados climatológicos para Corumbá | Dados climatológicos para Corumbá | Dados climatológicos para Corumbá | Dados climatológicos para Corumbá | Dados climatológicos para Corumbá | Dados climatológicos para Corumbá |
| Mês | Jan                               | Fev                               | Mar                               | Abr                               | Mai                               | Jun                               | Jul                               | Ago                               | Set                               | Out                               | Nov                               | Dez                               | Ano                               |
| --- | --------------------------------- | --------------------------------- | --------------------------------- | --------------------------------- | --------------------------------- | --------------------------------- | --------------------------------- | --------------------------------- | --------------------------------- | --------------------------------- | --------------------------------- | --------------------------------- | --------------------------------- |
| Temperatura máxima recorde (°C) | 41,2                              | 40,5                              | 39,3                              | 38                                | 36,9                              | 36,5                              | 36,9                              | 40,6                              | 43,9                              | 43,4                              | 43,8                              | 41,4                              | 43,9                              |
| Temperatura máxima média (°C) | 33,7                              | 33,3                              | 33                                | 31,8                              | 28,9                              | 28                                | 28,6                              | 30,5                              | 32,3                              | 34,1                              | 34                                | 34,2                              | 31,9                              |
| Temperatura média compensada (°C) | 27,9                              | 27,5                              | 27,2                              | 25,9                              | 23,3                              | 22,1                              | 22                                | 23,8                              | 25,6                              | 27,5                              | 27,7                              | 27,9                              | 25,7                              |
| Temperatura mínima média (°C) | 23,8                              | 23,7                              | 23,6                              | 21,8                              | 19,2                              | 17,9                              | 17,5                              | 18,8                              | 20,6                              | 22,8                              | 23,1                              | 23,4                              | 21,4                              |
| Temperatura mínima recorde (°C) | 14,6                              | 14,6                              | 13,3                              | 8                                 | 5,4                               | 0,8                               | 1,4                               | 3,3                               | 7                                 | 10,2                              | 10,6                              | 12                                | 0,8                               |
| Precipitação (mm) | 155,3                             | 134,3                             | 126,5                             | 65,7                              | 50,3                              | 17,3                              | 23,1                              | 26,9                              | 40,4                              | 86,2                              | 117,5                             | 154,5                             | 998                               |
| Dias com precipitação (≥ 1 mm) | 12                                | 10                                | 10                                | 6                                 | 4                                 | 2                                 | 2                                 | 2                                 | 4                                 | 7                                 | 8                                 | 10                                | 77                                |
| Umidade relativa compensada (%) | 78,9                              | 80,2                              | 81,4                              | 79,1                              | 77,9                              | 76,5                              | -                                 | 67,5                              | 63,3                              | 70,6                              | -                                 | 75,3                              | -                                 |
| Insolação (h) | 210,4                             | 185,3                             | 203,9                             | 220,4                             | 212,7                             | 204,2                             | 235,6                             | 201                               | 187,5                             | 217,5                             | 216                               | 234,1                             | 2 528,6                           |
| Fonte: INMET (normal climatológica de 1981-2010; recordes de temperatura: 1931 a 1966, 01/09/1974 a 31/12/1990 e 01/10/1992-presente) |                                   |                                   |                                   |                                   |                                   |                                   |                                   |                                   |                                   |                                   |                                   |                                   |                                   |

| Dados climatológicos para Corumbá (Nhecolândia/Fazenda Nhumirim)                               | Dados climatológicos para Corumbá (Nhecolândia/Fazenda Nhumirim) | Dados climatológicos para Corumbá (Nhecolândia/Fazenda Nhumirim) | Dados climatológicos para Corumbá (Nhecolândia/Fazenda Nhumirim) | Dados climatológicos para Corumbá (Nhecolândia/Fazenda Nhumirim) | Dados climatológicos para Corumbá (Nhecolândia/Fazenda Nhumirim) | Dados climatológicos para Corumbá (Nhecolândia/Fazenda Nhumirim) | Dados climatológicos para Corumbá (Nhecolândia/Fazenda Nhumirim) | Dados climatológicos para Corumbá (Nhecolândia/Fazenda Nhumirim) | Dados climatológicos para Corumbá (Nhecolândia/Fazenda Nhumirim) | Dados climatológicos para Corumbá (Nhecolândia/Fazenda Nhumirim) | Dados climatológicos para Corumbá (Nhecolândia/Fazenda Nhumirim) | Dados climatológicos para Corumbá (Nhecolândia/Fazenda Nhumirim) | Dados climatológicos para Corumbá (Nhecolândia/Fazenda Nhumirim) |
| Mês                                                                                            | Jan                                                              | Fev                                                              | Mar                                                              | Abr                                                              | Mai                                                              | Jun                                                              | Jul                                                              | Ago                                                              | Set                                                              | Out                                                              | Nov                                                              | Dez                                                              | Ano                                                              |
| ---------------------------------------------------------------------------------------------- | ---------------------------------------------------------------- | ---------------------------------------------------------------- | ---------------------------------------------------------------- | ---------------------------------------------------------------- | ---------------------------------------------------------------- | ---------------------------------------------------------------- | ---------------------------------------------------------------- | ---------------------------------------------------------------- | ---------------------------------------------------------------- | ---------------------------------------------------------------- | ---------------------------------------------------------------- | ---------------------------------------------------------------- | ---------------------------------------------------------------- |
| Temperatura máxima recorde (°C)                                                                | 39,9                                                             | 38,7                                                             | 39                                                               | 38,6                                                             | 36,6                                                             | 35,4                                                             | 37,4                                                             | 40,2                                                             | 41,5                                                             | 42,1                                                             | 41,1                                                             | 39,8                                                             | 42,1                                                             |
| Temperatura máxima média (°C)                                                                  | 33,3                                                             | 33                                                               | 33,3                                                             | 32,4                                                             | 29,7                                                             | 29,1                                                             | 29,8                                                             | 32,3                                                             | 33,1                                                             | 34,2                                                             | 34,1                                                             | 33,6                                                             | 32,3                                                             |
| Temperatura média compensada (°C)                                                              | 27,6                                                             | 27,5                                                             | 27,2                                                             | 25,5                                                             | 22,3                                                             | 21,2                                                             | 20,8                                                             | 22,6                                                             | 24,7                                                             | 27                                                               | 27,3                                                             | 27,6                                                             | 25,1                                                             |
| Temperatura mínima média (°C)                                                                  | 23,4                                                             | 23,4                                                             | 22,8                                                             | 20,6                                                             | 16,8                                                             | 15,5                                                             | 14,2                                                             | 15,4                                                             | 18,3                                                             | 21,5                                                             | 21,8                                                             | 22,8                                                             | 19,7                                                             |
| Temperatura mínima recorde (°C)                                                                | 11                                                               | 16,6                                                             | 12,7                                                             | 7,8                                                              | 5,4                                                              | 0,2                                                              | −1,1                                                             | 0,5                                                              | 4,3                                                              | 9,6                                                              | 10,5                                                             | 12,6                                                             | −1,6                                                             |
| Precipitação (mm)                                                                              | 172,8                                                            | 142,1                                                            | 128,9                                                            | 68,2                                                             | 55,8                                                             | 17,2                                                             | 10,2                                                             | 17,5                                                             | 33,8                                                             | 100,7                                                            | 135,9                                                            | 163,1                                                            | 1 046,1                                                          |
| Dias com precipitação (≥ 1 mm)                                                                 | 11                                                               | 10                                                               | 9                                                                | 5                                                                | 4                                                                | 2                                                                | 2                                                                | 2                                                                | 2                                                                | 6                                                                | 8                                                                | 9                                                                | 70                                                               |
| Umidade relativa compensada (%)                                                                | 82,4                                                             | 83,7                                                             | 84,8                                                             | 82,3                                                             | 81,9                                                             | 81,5                                                             | 76,6                                                             | 70,7                                                             | 69                                                               | 73,5                                                             | 75,7                                                             | 79,4                                                             | 78,5                                                             |
| Insolação (h)                                                                                  | 189,2                                                            | 177,4                                                            | 210                                                              | 225,9                                                            | 211,4                                                            | 212,2                                                            | 230,6                                                            | 222                                                              | 177,7                                                            | 201,1                                                            | 213,8                                                            | 206,6                                                            | 2 477,9                                                          |
| Fonte: INMET (normal climatológica de 1981-2010; recordes de temperatura: 01/01/1993-presente) |                                                                  |                                                                  |                                                                  |                                                                  |                                                                  |                                                                  |                                                                  |                                                                  |                                                                  |                                                                  |                                                                  |                                                                  |                                                                  |

### Vegetação
O município de Corumbá possui uma vegetação rica e variada, que inclui a fauna típica de outros biomas brasileiros, como o cerrado, a caatinga e a região amazônica. A cobertura vegetal predominante é o Cerrado típico do pantanal, a Cerrado Parque e Cerrado Arbóreo Aberto. Há áreas de mata nos locais mais elevados e a vegetação chaquenha ou Cerrado Estépico ao sul. A camada de lodo nutritivo que fica no solo após as inundações permite o desenvolvimento de uma rica flora. Em áreas em que as inundações dominam, mas que ficam secas durante o inverno, ocorrem vegetações como a palmeira carandá e o paratudal.

### Fauna
Em Corumbá, assim como em todo o Pantanal, vivem muitas espécies de pássaros. Há também jacarés, cobras, ariranhas, macacos-prego, onças-pintadas e emas, além de outros animais, como peixes.

## Geografia política

### Fuso horário
O fuso horário é de menos uma hora com relação a Brasília e de menos quatro horas ao Tempo Universal Coordenado.

### Área territorial
Ocupa uma superfície de 64 960,863 km², representando 18,19% do Estado, 4,06% da Região e 0,76% de todo o território brasileiro. É, portanto, o maior município de Mato Grosso do Sul em área territorial. Já a área urbana totaliza 21,57 km² segundo a Embrapa Monitoramento por Satélite. Em Mato Grosso do Sul ocupa o 3º lugar entre todos os municípios estaduais.

#### Complexo do Pantanal
O bioma Pantanal é a planície mais importante em áreas úmidas da América do Sul. Seu maior território encontra-se no Mato Grosso do Sul, é conhecido como Pantanal Sul e tem como porta de entrada a cidade de Corumbá. O Pantanal de Mato Grosso do Sul é reconhecido como uma das mais exuberantes e diversificadas reservas naturais do Planeta. A grande diversidade da fauna é um dos seus grandes atrativos: jacarés, peixes, capivaras, antas, cervos-do-pantanal, garça, arara-azul, tuiuiú, entre outros. O Pantanal recebeu os títulos de Patrimônio Nacional pela Constituição de 1988 e Patrimônio da Humanidade e Reserva da Biosfera pela UNESCO. Segundo a WWF (1999), existem no Pantanal 650 espécies de aves, 80 de mamíferos, 260 de peixes e 50 de répteis. É uma região de grande importância para preservação da biodiversidade, considerada um dos maiores centros de reprodução da fauna da América. Já foram catalogados ali mais de 263 espécies de peixes, 122 de mamíferos, 93 de répteis, 1132 de borboletas, 656 de aves e 1700 de plantas.

### Subdivisões
O município de Corumbá tem como distritos, além da sede, Albuquerque, Amolar, Forte Coimbra, Nhecolândia, Paiaguás, Porto da Manga e Porto Esperança.
Já na sede são 21 bairros.

### Limites
Segue abaixo os limites territoriais do município de Corumbá:
- Sul: Porto Murtinho, Paraguai
- Leste: Aquidauana, Miranda, Sonora, Coxim, Rio Verde de Mato Grosso
- Oeste: Bolívia
- Norte: estado de Mato Grosso

#### A inserção deLadáriodentro de Corumbá
Ladário localiza-se a leste de da zona urbana de Corumbá, sendo ela seu único vizinho, pois fica inteiramente dentro da área deste, além de depender economicamente dele. Juntas, Corumbá e Ladário somam 118 865 habitantes.

#### O cotidiano formal e informal através das fronteiras
Corumbá possui 386 km de fronteiras com dois países: Paraguai e Bolívia, situação que é conhecida como tríplice fronteira. O primeiro contato com o território boliviano ocorre com o núcleo de Arroyo Concepción, ao lado da cancela divisória com os dois países e para se deslocar até lá são percorridos 7 km desde o centro de Corumbá. Há uma linha regular de ônibus urbano que chega até o local. Na fronteira paraguaia são 38 km de fronteira em curso d’água (limites naturais que possuem descontinuidade no terreno com alguma barreira natural: rio, lagoa, serra, entre outros), sendo que o contato se faz pelo rio Paraguai, não existindo núcleos populacionais, apenas propriedades rurais que confrontam com as do Brasil.
À revelia das causas institucionais e econômicas que provocam alterações nas oportunidades e reforçam a demarcação das fronteiras, foi estabelecido um pacto cotidiano informal de cooperação e parcerias entre as fronteiras, mas sem o reconhecimento dos países. Por um lado, é assimilado características culturais dos três países que marcam a identidade da população local. Por outro lado há o lado negativo do poder invadir os países vizinhos através da comunicação e/ou proprietários brasileiros que incorporam terras estrangeiras em seu patrimônio. Sendo fronteira contemporânea, Corumbá demarca a composição de territorialidade que une-se nos fluxos dos interesses de segmentos e a sua dinâmica, fundamentalmente, aproxima regiões avançadas, especialidades capacitadas tecnologicamente, locais inseridos no diálogo de relações mundiais, em um compasso de tempo cuja velocidade difere da lentidão de sua área, e criando redes de contraponto às relações internas constituídas na estrutura do Estado-nação. A organização vertical do território, quando assume importância extrema, opõe-se à sua organização horizontal e representativa dos interesses sociais.